# Utsukushii inazuma
„Utsukushii inazuma” (jap. 美しい稲妻) – dwunasty singel japońskiego zespołu SKE48, wydany w Japonii 17 lipca 2013 roku przez avex trax.
Singel został wydany w siedmiu edycjach: trzech regularnych i trzech limitowanych (Type A, Type B, Type C) oraz „teatralnej” (CD). Osiągnął 1 pozycję w rankingu Oricon i pozostał na liście przez 21 tygodni, sprzedał się w nakładzie 661 557 egzemplarzy. Singel zdobył status podwójnej platynowej płyty.

## Lista utworów
Wszystkie utwory zostały napisane przez Yasushiego Akimoto.

### Type A
| CD  | | | |      |
| Nr  | Tytuł | Kompozycja | Aranżacja | Czas |
| 1.  | „Utsukushii inazuma” (jap. 美しい稲妻) | Takashi Fukuda | Hiroshi Sasaki | 4:43 |
| 2.  | „JYURI-JYURI BABY” (wyk. Team S) | Zenith | Makoto Wakatabe | 3:14 |
| 3.  | „Through the Night” (jap. スルー・ザ・ナイト) (wyk. Selection 8)                                                                            | Takafumi Fujino | Takeshi Masuda | 4:03 |
| 4.  | „Utsukushii inazuma” (jap. 美しい稲妻) (off vocal)                                                                                          | Takashi Fukuda | Hiroshi Sasaki | 4:43 |
| 5.  | „JYURI-JYURI BABY” (off vocal) | Zenith | Makoto Wakatabe | 3:14 |
| 6.  | „Through the Night” (jap. スルー・ザ・ナイト) (off vocal)                                                                                   | Takafumi Fujino | Takeshi Masuda | 4:03 |
| DVD | | | |      |
| Nr  | Tytuł | Tytuł | Tytuł | Czas |
| 1.  | „Utsukushii inazuma” (jap. 美しい稲妻) (Music Video)                                                                                        | „Utsukushii inazuma” (jap. 美しい稲妻) (Music Video)                                                                                        | „Utsukushii inazuma” (jap. 美しい稲妻) (Music Video)                                                                                        |      |
| 2.  | „JYURI-JYURI BABY” (Music Video) | „JYURI-JYURI BABY” (Music Video) | „JYURI-JYURI BABY” (Music Video) |      |
| 3.  | „Tokuten eizō I „SKE48 Team taikō! Inazuma! Gachi Cooking Battle” Zenpen” (jap. 特典映像I「SKE48チーム対抗!稲妻!ガチクッキングバトル」前編) | „Tokuten eizō I „SKE48 Team taikō! Inazuma! Gachi Cooking Battle” Zenpen” (jap. 特典映像I「SKE48チーム対抗!稲妻!ガチクッキングバトル」前編) | „Tokuten eizō I „SKE48 Team taikō! Inazuma! Gachi Cooking Battle” Zenpen” (jap. 特典映像I「SKE48チーム対抗!稲妻!ガチクッキングバトル」前編) |      |

### Type B
| CD  | | | |      |
| Nr  | Tytuł | Kompozycja | Aranżacja | Czas |
| 1.  | „Utsukushii inazuma” (jap. 美しい稲妻) | Takashi Fukuda | Hiroshi Sasaki | 4:43 |
| 2.  | „Futari dake no Parade” (jap. 2人だけのパレード) (wyk. Team KII)                                                                              | Masazumi Ozawa | Yūichi "Masa" Nonaka | 3:52 |
| 3.  | „Seishun no mizushibuki” (jap. 青春の水しぶき) (wyk. Boatpier Senbatsu)                                                                       | Takahiro Tsuji | Seiji Mutō | 4:57 |
| 4.  | „Utsukushii inazuma” (jap. 美しい稲妻) (off vocal)                                                                                            | Takashi Fukuda | Hiroshi Sasaki | 4:43 |
| 5.  | „Futari dake no Parade” (jap. 2人だけのパレード) (off vocal)                                                                                  | Masazumi Ozawa | Yūichi "Masa" Nonaka | 3:52 |
| 6.  | „Seishun no mizushibuki” (jap. 青春の水しぶき) (off vocal)                                                                                    | Takahiro Tsuji | Seiji Mutō | 4:57 |
| DVD | | | |      |
| Nr  | Tytuł | Tytuł | Tytuł | Czas |
| 1.  | „Utsukushii inazuma” (jap. 美しい稲妻) (Music Video)                                                                                          | „Utsukushii inazuma” (jap. 美しい稲妻) (Music Video)                                                                                          | „Utsukushii inazuma” (jap. 美しい稲妻) (Music Video)                                                                                          |      |
| 2.  | „Futari dake no Parade” (jap. 2人だけのパレード) (Music Video)                                                                                | „Futari dake no Parade” (jap. 2人だけのパレード) (Music Video)                                                                                | „Futari dake no Parade” (jap. 2人だけのパレード) (Music Video)                                                                                |      |
| 3.  | „Tokuten eizō II „SKE48 Team taikō! Inazuma! Gachi Cooking Battle” Chūhen” (jap. 特典映像II「SKE48チーム対抗!稲妻!ガチクッキングバトル」中編) | „Tokuten eizō II „SKE48 Team taikō! Inazuma! Gachi Cooking Battle” Chūhen” (jap. 特典映像II「SKE48チーム対抗!稲妻!ガチクッキングバトル」中編) | „Tokuten eizō II „SKE48 Team taikō! Inazuma! Gachi Cooking Battle” Chūhen” (jap. 特典映像II「SKE48チーム対抗!稲妻!ガチクッキングバトル」中編) |      |

### Type C
| CD  | | | |      |
| Nr  | Tytuł | Kompozycja | Aranżacja | Czas |
| 1.  | „Utsukushii inazuma” (jap. 美しい稲妻) | Takashi Fukuda | Hiroshi Sasaki | 4:43 |
| 2.  | „Shalala na Calendar” (jap. シャララなカレンダー) (wyk. Team E)                                                                                | MIKOTO | Akeo Hayakawa | 4:17 |
| 3.  | „Band o yarō yo” (jap. バンドをやろうよ) (wyk. Magical Band)                                                                                   | Akira Awazu | Yūichi "Masa" Nonaka | 4:55 |
| 4.  | „Utsukushii inazuma” (jap. 美しい稲妻) | Takashi Fukuda | Hiroshi Sasaki | 4:43 |
| 5.  | „Shalala na Calendar” (jap. シャララなカレンダー) (wyk. Team E)                                                                                | MIKOTO | Akeo Hayakawa | 4:17 |
| 6.  | „Band o yarō yo” (jap. バンドをやろうよ) (wyk. Magical Band)                                                                                   | Akira Awazu | Yūichi "Masa" Nonaka | 4:55 |
| DVD | | | |      |
| Nr  | Tytuł | Tytuł | Tytuł | Czas |
| 1.  | „Utsukushii inazuma” (jap. 美しい稲妻) (Music Video)                                                                                           | „Utsukushii inazuma” (jap. 美しい稲妻) (Music Video)                                                                                           | „Utsukushii inazuma” (jap. 美しい稲妻) (Music Video)                                                                                           |      |
| 2.  | „Shalala na Calendar” (jap. シャララなカレンダー) (Music Video)                                                                                | „Shalala na Calendar” (jap. シャララなカレンダー) (Music Video)                                                                                | „Shalala na Calendar” (jap. シャララなカレンダー) (Music Video)                                                                                |      |
| 3.  | „Tokuten eizō III „SKE48 Team taikō! Inazuma! Gachi Cooking Battle” Kōhen” (jap. 特典映像III「SKE48チーム対抗!稲妻!ガチクッキングバトル」後編) | „Tokuten eizō III „SKE48 Team taikō! Inazuma! Gachi Cooking Battle” Kōhen” (jap. 特典映像III「SKE48チーム対抗!稲妻!ガチクッキングバトル」後編) | „Tokuten eizō III „SKE48 Team taikō! Inazuma! Gachi Cooking Battle” Kōhen” (jap. 特典映像III「SKE48チーム対抗!稲妻!ガチクッキングバトル」後編) |      |

### Wer. teatralna
| CD |                                                    |                |                      |      |
| Nr | Tytuł                                              | Kompozycja     | Aranżacja            | Czas |
| 1. | „Utsukushii inazuma” (jap. 美しい稲妻)             | Takashi Fukuda | Hiroshi Sasaki       | 4:43 |
| 2. | „Yūdachi no mae” (jap. 夕立の前) (wyk. Kenkyūsei)  | Jun Koami      | Yūichi "Masa" Nonaka |      |
| 3. | „SKE48 12th single medley”                         |                |                      |      |
| 4. | „Utsukushii inazuma” (jap. 美しい稲妻) (off vocal) | Takashi Fukuda | Hiroshi Sasaki       | 4:43 |
| 5. | „Yūdachi no mae” (jap. 夕立の前) (off vocal)       | Jun Koami      | Yūichi "Masa" Nonaka |      |

## Skład zespołu
| „Utsukushii inazuma” |
| --- |
| - Team S: Anna Ishida, Masana Ōya, Yuria Kizaki, Sayaka Niidoi, Jurina Matsui (środek), Manatsu Mukaida, Miki Yakata - Team KII: Mina Ōba, Akari Suda, Akane Takayanagi, Airi Furukawa - Team E: Yukiko Kinoshita, Kanon Kimoto, Nanako Suga, Nao Furuhata, Rena Matsui (środek) |

| „JYURI-JYURI BABY” |
| --- |
| - Team S: Riho Abiru, Anna Ishida, Kyōka Isohara, Yūna Egō, Masana Ōya, Yuria Kizaki, Risako Gotō, Makiko Saitō, Seira Satō, Rika Tsuzuki, Aki Deguchi, Yūka Nakanishi, Sayaka Niidoi, Jurina Matsui (środek), Manatsu Mukaida, Miki Yakata |

| „Through the Night” |
| --- |
| - Team S: Seira Satō, Aki Deguchi (środek) - Team KII: Mai Takeuchi, Haruka Futamura - Team E: Tsugumi Iwanaga, Shiori Kaneko, Momona Kitō, Nanako Suga |

| „Futari dake no Parade” |
| --- |
| - Team KII: Mikoto Uchiyama, Tomoko Katō, Rumi Katō, Mina Ōba, Ami Kobayashi, Mieko Satō, Aya Shibata, Akari Suda, Yumana Takagi, Akane Takayanagi (środek), Mai Takeuchi, Haruka Futamura, Airi Furukawa, Rina Matsumoto, Yukari Yamashita |

| „Seishun no mizushibuki” |
| --- |
| - Team S: Masana Ōya, Miki Yakata - Team KII: Akari Suda, Akane Takayanagi (środek), Airi Furukawa - Team E: Rena Matsui (środek) - Kenkyūsei: Kaori Matsumura |

| „Shalala na Calendar” |
| --- |
| - Team E: Rion Azuma, Shiori Iguchi, Narumi Ichino, Tsugumi Iwanaga, Madoka Umemoto, Shiori Kaneko, Momona Kitō, Yukiko Kinoshita, Kanon Kimoto, Mei Sakai, Nanako Suga, Nao Furuhata, Rena Matsui (środek), Honoka Mizuno, Ami Miyamae, Reika Yamada |

| „Band o yarō yo” |
| --- |
| - Team K: Rie Kitahara (środek; były Team S) - Team S: Yuria Kizaki - Team KII: Akane Takayanagi - Team E: Kanon Kimoto - Absolwentki: Shiori Ogiso, Sawako Hata, Kumi Yagami |

| „Yūdachi no mae” |
| --- |
| - Kenkyūsei: Shiori Aoki, Reona Ida, Asana Inuzuka, Arisa Owaki, Risa Ogino, Aisa Orito, Natsuki Kamata, Ryōha Kitagawa (środek), Ruka Kitano, Yuna Kitahara, Haruka Kumazaki, Mayuko Gotō, Yuka Sasaki, Miyuka Sora, Saki Takeuchi, Yume Noguchi, Yuzuki Hidaka, Kaori Matsumura, Azuki Yano, Juna Yamada, Mizuho Yamada, Yuka Yamamoto |

## Notowania
| Lista                             | Pozycja |
| --------------------------------- | ------- |
| Oricon Weekly Singles Chart       | 1       |
| Oricon Yearly Singles Chart       | 8       |
| Billboard Japan Hot 100           | 1       |
| Billboard Japan Hot Singles Sales | 1       |

## Inne wersje
- Indonezyjska grupa JKT48, wydała własną wersję tytułowej piosenki na szóstym singlu Gingham Check w 2014 roku.